# Charles Jaques Rossignol
Charles Jaques Rossignol (Neufchef, 1839 - Parijs, 1889) was een Frans uitvinder en speelgoedfabrikant. Hij richtte het bedrijf Jouets Rossignol op, afgekort met de initialen C.R..
Hij heeft uitvindingen gedaan op het terrein van de vulpen en het matras, maar raakte teleurgesteld in de wereld der volwassenen en begon in 1868 een speelgoedfabriekje. Eén van zijn fantasierijkste ontwerpers was Charles Roitel. Het bedrijfje, gevestigd aan 110 Avenue de la Republique te Parijs, vervaardigde blikken speelgoed in allerlei modellen: draaimolens, vliegtuigen, auto's schepen en dergelijke.
De onderdelen van de modellen werden vanouds aan elkaar gesoldeerd, maar Rossignol voerde de felstechniek in. 
Vanaf 1888 voerde de zoon van Charles Rossignol deze techniek in, waardoor het speelgoed met behulp van machines in elkaar kon worden gezet en veel goedkoper werd. Een verdere vernieuwing was om het metaal te bedrukken met een lithografische techniek in plaats van te verven, waardoor geen verflucht meer te bespeuren was. Dit procedé was geen eigen uitvinding, maar de licentie werd in een vroeg stadium gekocht.
In 1930 veranderde de naam van het bedrijf in: Roitel, Rossignol & Cie. Na de Tweede Wereldoorlog raakte het blikken speelgoed snel uit de mode, en in 1962 moest de fabriek sluiten.
Tegenwoordig zijn er weinig modellen van vóór de Tweede Wereldoorlog terug te vinden.
In Neufchef bevindt zich een monumentje ter ere van Charles Rossignol.

## Cricri
Charles Rossignol heeft ook de cricri uitgevonden, een blikken knijpertje dat een klikkend geluid voortbracht. Dit als speelgoed bedoeld voorwerp werd door volwassenen gebruikt om aan te geven dat een voorstelling in de schouwburg slecht bevonden werd. Het blikken speelgoedje werd in juni 1944 door de geallieerde parachutisten gebruikt die in het Normandische struikgewas van Cotentin werden gedropt. Hiermee konden ze elkaar terugvinden.